# Viva Last Blues
Viva Last Blues är det tredje studioalbumet av Palace Music, utgivet 1995.

## Låtlista
1. "More Brother Rides" – 3:18
2. "Viva Ultra" – 3:18
3. "The Brute Choir" – 2:43
4. "The Mountain Low" – 2:44
5. "Tonight's Decision (and Hereafter)" – 4:10
6. "Work Hard/Play Hard" – 2:50
7. "New Partner" – 3:54
8. "Cat's Blues" – 3:18
9. "We All, Us Three, Will Ride" – 2:56
10. "Old Jerusalem" – 2:16